# Вермель (изделие)

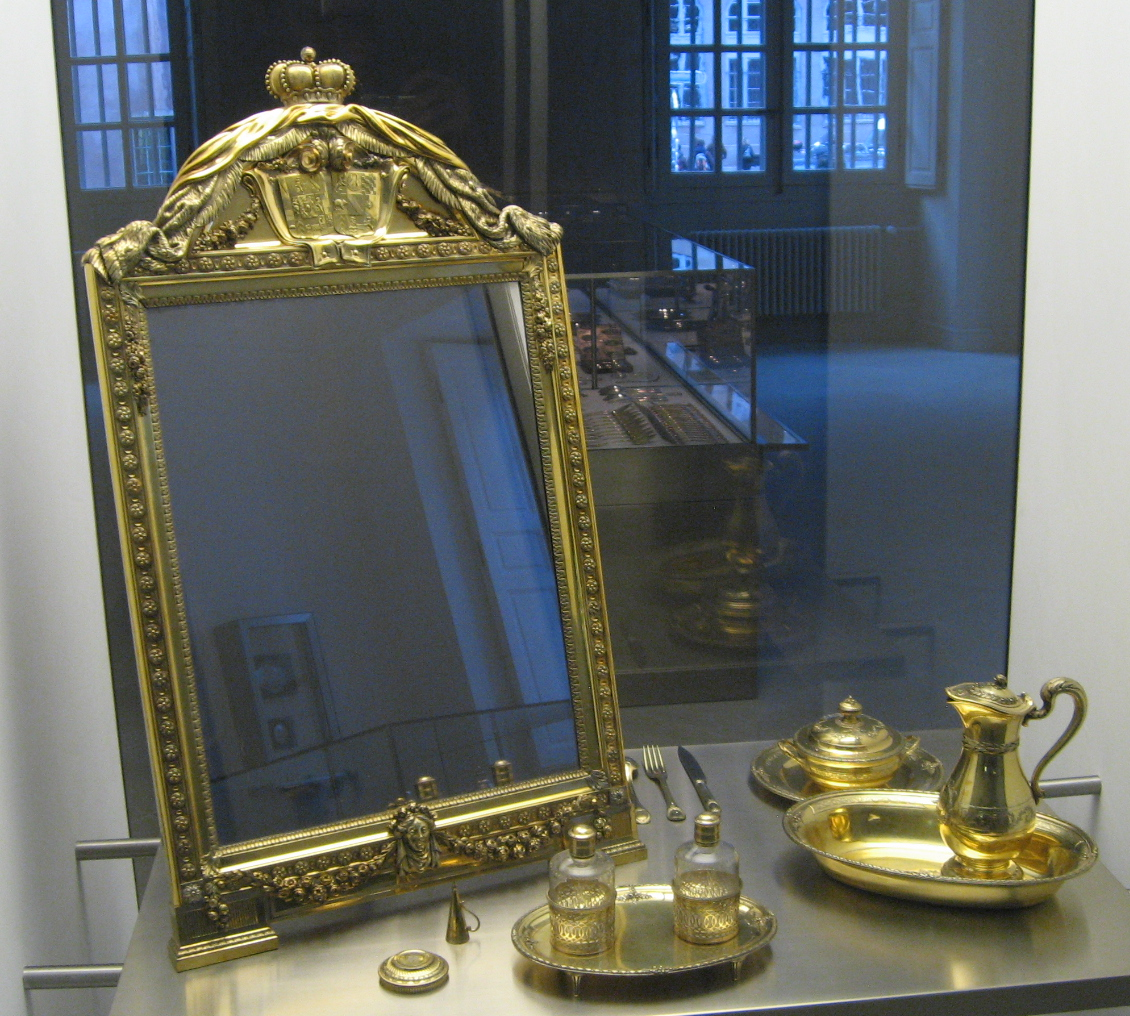
Позолоченный серебряный сервиз принцессы Дез-Пон, работы Жан-Жака Кирстейна (Страсбургский музей декоративного искусства)

Вермель — позолоченное серебро, получаемое методами золочения или электролиза. История создания подобных изделий насчитывает больше двух тысяч лет.

## История
Добавление тонкого слоя золота к серебряным предметам известно с древности. «Наложение», складывание или чеканка на сусальном золоте или серебряном листе упоминается в «Одиссее» Гомера, а золочение ртутью датируется как минимум IV веком н. э. Плиний Старший предполагает, что эта техника использовалась в I веке н. э.
Этот метод добавления поверхностного слоя золота не следует путать с методом, использовавшимся инками, состоящим в снятии меди с поверхности золото-медного сплава, тумбага, известного как метод «золочение истощением».
На сегодняшний день гальваника является наиболее распространённым методом. Метод ранее широко использовался при изготовлении ювелирных изделий и столовых приборов из-за стойкости, но затем от него отказались из-за высокой себестоимости.

## Правила по странам
В Канаде Бюро по конкуренции (секция драгоценных металлов) дает следующее определение: знаки качества (vermeil или vermil), используемые для вермелей, могут быть нанесены только на изделия, содержащие не менее 92,5 % серебра и покрыты золотом не менее 10 микрон.
В США за знаком качества «вермель» можно наносить, минимальное качество позолоты 14 карат при минимальной толщине 2,5 мкм.
Для Франции должна быть минимальная толщина 5 микрон золота 750/1000 e, французского серебра 950 или 800/1000 e. Именно наличие серебряных клейм позволяет говорить о вермеле, когда серебро в этих условиях позолочено. Вермель также используется для изготовления таблички Большого креста ордена Почетного легиона. На предметах весом более 30 г в вермеле клеймо с буквой "В" в бриллианте должно сопровождать серебряное клеймо.
В Великобритании серебро 925/1000 e стерлингов.

## Использование

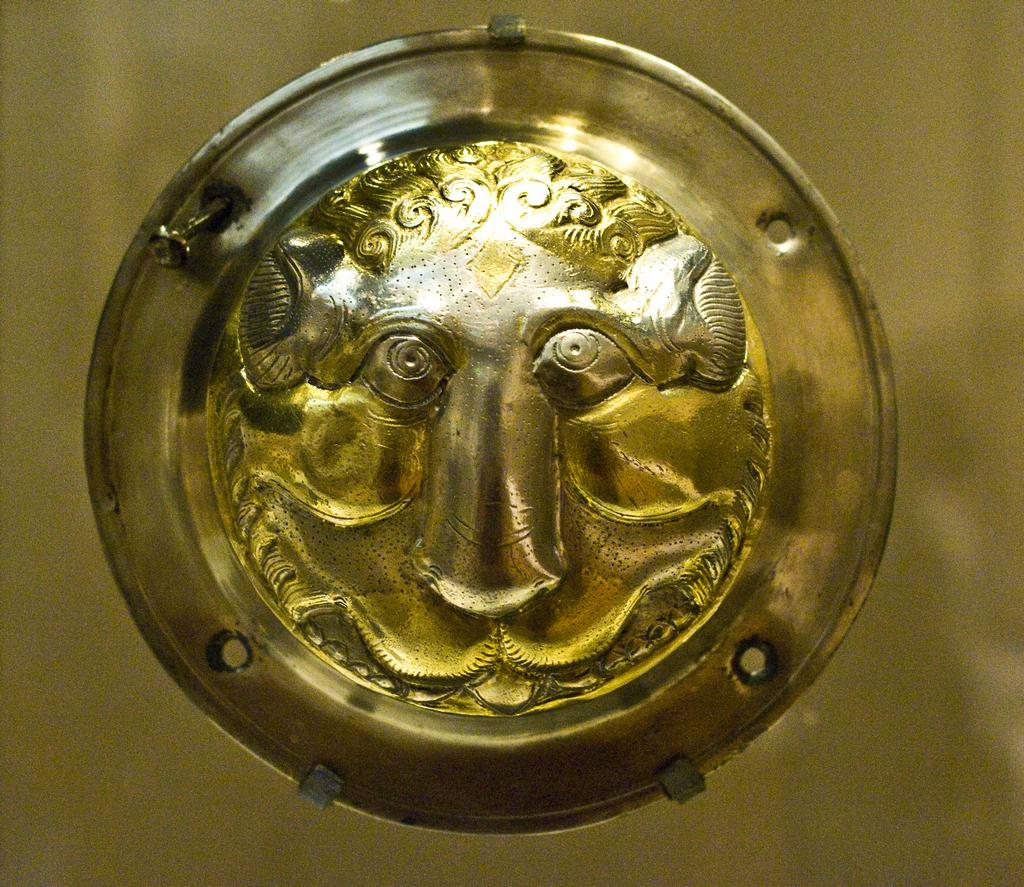
Позолоченный щит, VII век

Большинство крупных изделий из серебра, которые кажутся золотыми, на самом деле из вермеля; это относится ко многим драгоценностям короны (например, драгоценностям короны Англии, проданным в XVII веке после казни короля Карла I) или спортивным трофеям («золотые медали» всех Олимпийских игр, начиная с 1912 года).
По сравнению с обычным серебром для деликатных предметов, таких как неф (показан), или предметов со сложными деталями, таких как дароносицы, позолота значительно снижает потребность в очистке и полировке и, таким образом, снижает риск их повреждения.

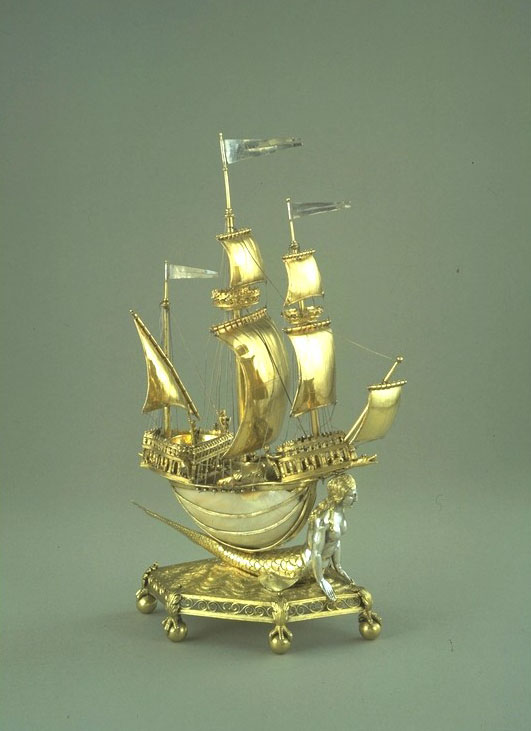
Неф Берли из вермеля, изготовленный в 1527—1528 годах во Франции. В 2011 году в Музее Виктории и Альберта в Лондоне

## Гигиена
Вермель не вызывает аллергии, так как это серебро, покрытое золотом, двумя гипоаллергенными металлами. Связь между двумя металлами (молекулярная адгезия) даёт «позолоту» исключительной стойкости.

## Символизм
Вермельная свадьба во французском фольклоре символизирует 45 лет супружеской жизни.